# Şıllık
Il Şıllık è una crêpe dolce turca che è una specialità della provincia sud-orientale di Şanlıurfa. È un impasto sottile a base di latte e farina, simile a una crêpe, riempito con noci tritate e guarnito con sciroppo di zucchero e pistacchi tritati. Alcune versioni del ripieno possono includere una miscela di noci e pistacchi. Burro o pekmez possono facoltativamente essere aggiunti alla semplice salsa di sciroppo. Tradizionalmente, per friggere le crêpes veniva utilizzato il grasso della coda di agnello. Il Şıllık viene talvolta consumato con kaymak.

## Curiosità
In turco la parola şıllık significa prostituta o donna chiacchierata, quindi alcune donne nella provincia conservatrice di Urfa non si sentono a proprio agio nell'ordinare il dessert per nome, preferendo invece consentire a un parente maschio di ordinarlo per loro o semplicemente chiedendo "quel dessert".